# NGC 288

NGC 288

NGC 288 هي مجرة تتبع كوكبة معمل النحات. اكتشفها ويليام هيرشل في 27 أكتوبر 1785.

## روابط خارجية
- NGC 288 على موقع ويكي سكاي: DSS2, SDSS, GALEX, IRAS, Hydrogen α, X-Ray, Astrophoto, Sky Map, Articles and images